# La hora zanahoria
Die Hora Zanahoria (deutsch „Karottenstunde“) ist eine Sperrstundenverordnung, die vom ehemaligen Bürgermeister der kolumbianischen Hauptstadt Bogotá, Antanas Mockus, auf Grund des hohen Alkoholkonsums eingeführt wurde. 
La Hora Zanahoria ist ein Wortspiel, da zana, wenn das „z“ weich ausgesprochen wird, sich wie sana anhört und übersetzt gesund heißt. La Hora Zanahoria steht also für eine gesunde Zeit. Die Idee wurde gesetzlich umgesetzt, der Ausschank alkoholischer Getränke nach 1:00 Uhr wurde verboten. In den Jahren nach der Einführung dieser und weiterer sozialer Maßnahmen fiel darauf die Zahl der Polizeieinsätze drastisch. Zwischen August 2001 und Februar 2002 reduzierte sich zum Beispiel die Mordrate in der Stadt um 19,7 Prozent.
La Hora Zanahoria wurde im Februar 2003 in Hora Optimista, also „Optimistische Zeit“, umbenannt, die Alkoholausschankszeit wurde bis 3:00 Uhr verlängert. Ähnliche Projekte unter demselben Namen wurden in anderen Städten Kolumbiens eingeführt.
Die Bezeichnung La Hora Zanahoria hat sich in Kolumbien so weit eingebürgert, dass darunter jegliche Begrenzung der Öffnungszeiten von Bars und Tanzlokalen gemeint ist.